# Песковский литейный завод
Песковский лите́йный заво́д (ранее — Песковский чугуноплави́льный и железоде́лательный завод) — металлургический завод, основанный в 1772 году на реке Песковка. Входил в состав Омутнинского горнозаводского округа.

## История

### XVIII век
Завод строился великоустюжским купцом И. Я. Курочкиным по указу Берг-коллегии от 1772 года на реке Песковке. Место под строительство было выбрано в 94 верстах к северу от Глазова, в дачах экономических крестьян.
По состоянию на 1779 год на заводе работала 1 доменная печь и 2 молота. В этом же году было произведено 52,3 тыс. пудов чугуна и 2,5 тыс. пудов железа. В 1783 году было выплавлено 35,7 тыс. пудов чугуна, в 1785 году — 47,8 тыс. пудов, в 1786 году — 72,5 тыс. пудов. За период с 1783 по 1794 год было суммарно выплавлено 953,7 тыс. пудов чугуна. В этот период на заводе была запущена вторая домна. Одна из двух использовалась в качестве резервной. Бо́льшая часть чугуна отправлялась для передела на Кирсинский завод, частично чугун перерабатывался непосредственно в Песковском заводе. В этот же период на заводе по заказу военного ведомства велось производство артиллерийских снарядов. В 1787 было произведено 1,5 тыс. пудов бомб, отправленных в Калугу. В 1797 году в казённых дачах завода находилось 38 действующих и 141 недействующий железный рудник. На рудниках и заводе работали вольнонаёмные люди, что отличало завод от других предприятий региона, использовавших крепостной труд.
В других источниках упоминаются два отдельных завода, расположенные на расстоянии 350 саженей: Песковский чугуноплавильный, основанный в 1771 году, и Петропавловский железоделательный, основанный в 1814 году.

### XIX век
В конце XVIII — начале XIX века Песковский завод несколько раз меняло владельцев. От наследников И. Я. Курочкина завод перешёл к Маликовым, затем к Боборыкиным. В 1800 году на заводе функционировали 2 домны и 2 молота. В этом же году было произведено 94,6 тыс. пудов чугуна, в 1823 году — 82,6 тыс. пудов чугуна и 11,6 тыс. пудов железа разных сортов. Домны имели высоту 10 метров, ширину в распаре 3,2 метра, ширину в колошнике 2,1 метра. В 1827 году было произведено 170,4 тыс. пудов чугуна, в 1832 году — 180,9 тыс. пудов.
По состоянию на 1841 год на заводе 1 домна проработала 327 суток и выплавила 136,3 тыс. пудов штыкового чугуна и 19,1 тыс. пудов чугуна в литьё. Дутьё обеспечивалось трёхцилиндровой воздуходувкой с приводом от водяного колеса. В этом же году на заводе работали 5 кричных горнов и 4 молота. За 245 рабочих дней было произведено 12,6 тыс. пудов железа.
В 1850 и 1855 году сильные пожары уничтожили около 2/3 лесной дачи завода, что привело к сбоям в поставке топлива. В 1858 году завод перешёл в собственность Д. Е. Бенардаки, который начал реконструкцию и увеличил объёмы производства. В 1859 году было выплавлено 155,8 тыс. пудов чугуна, в 1860 году — 139 тыс. пудов, в 1861 году — 223,6 тыс. пудов. В 1859 году на заводе работали 82 крепостных крестьянина. После отмены крепостного права завод испытывал проблемы с отсутствием рабочей силы. В 1862 году было произведено 174,1 тыс. пудов чугуна и 2 тыс. пудов железа. Штата завода состоял из 172 человек. Готовая продукция сплавлялась по Вятке.
По состоянию на 1863 год парк оборудования Песковского завода состоял из 3 доменных печей и 4 кричных горнов. Энергетическое хозяйство включало в себя 6 вододействующих колёс общей мощностью в 140 л. с. и 1 паровую машину в 50 л. с. На основных работах были заняты 129 человек, на вспомогательных — 474 человека. В даче завода находились 117 небольших действующих железных рудников. В 1863 году было произведено 189,6 тыс. пудов чугуна и 11,2 тыс. пудов кричного железа разных сортов.
2 июля 1865 года из-за долгов Д. Е. Бенардаки Песковский завод был передан в казённое управление. В мае 1865 года завод был остановлен и возобновил работу только 13 января 1866 года.
В период казённого управления на заводе было прекращено производство железа и увеличено производство чугуна. Часть выплавляемого чугуна отправлялась на другие казённые заводы для переработки. В частности, 1868 году около 76 тыс. пудов было отгружено на Воткинский завод. В 1869 году Песковский завод произвёл 203,4 тыс. пудов чугуна, в 1873 году — 201,2 тыс. пудов. Из-за относительно высокой себестоимости производимого чугуна было принято решение о продаже завода в частную собственность. В 1879 году Песковский завод стал собственностью Н. П. Пастухова, который присоединил предприятие к Омутнинскому горному округу и осуществил его модернизацию с акцентом на увеличении выплавки чугуна. Под руководством Пастухова на заводе была возведена третья доменная печь.
По состоянию на 1878 год к Песковскому заводу было приписано 50 крестьян.
В конце 1880-х годов на заводе проводились опыты по применению горячего дутья. Рост производительности доменных печей сдерживался перерывами в их работе, связанными с отвлечением рабочих на сельскохозяйственные работы. В 1885—1890 годах на заводе работали 3 домны с холодным дутьём, в 1889—1890 годах на 2 печах применялось горячее дутьё, подогрев осуществлялся доменным газом. Энергетическое хозяйство завода в этот период состояло из 2 водяных колёс общей мощностью в 60 л. с., 2 паровых машин общей мощностью в 78 л. с., 1 локомобиля в 8 л. с. На основных работах было занято 395 человек, на вспомогательных — 1570 человек.
В 1890 году были на заводе были запущены 2 рудообжигательные печи системы Мозера с производительностью 900 пудов руды в сутки каждая. В середине 1890-х годов 2 домны работали на горячем дутьё, третья — на холодном. В 1897 году было выплавлено 455,4 тыс. пудов чугуна. Завод стал производить бытовое чугунное литьё: весовые гири, горшки, плиты, утюги. В 1899 году была построена внутризаводская конно-рельсовая дорога для перемещения доменных шлаков.

### XX век

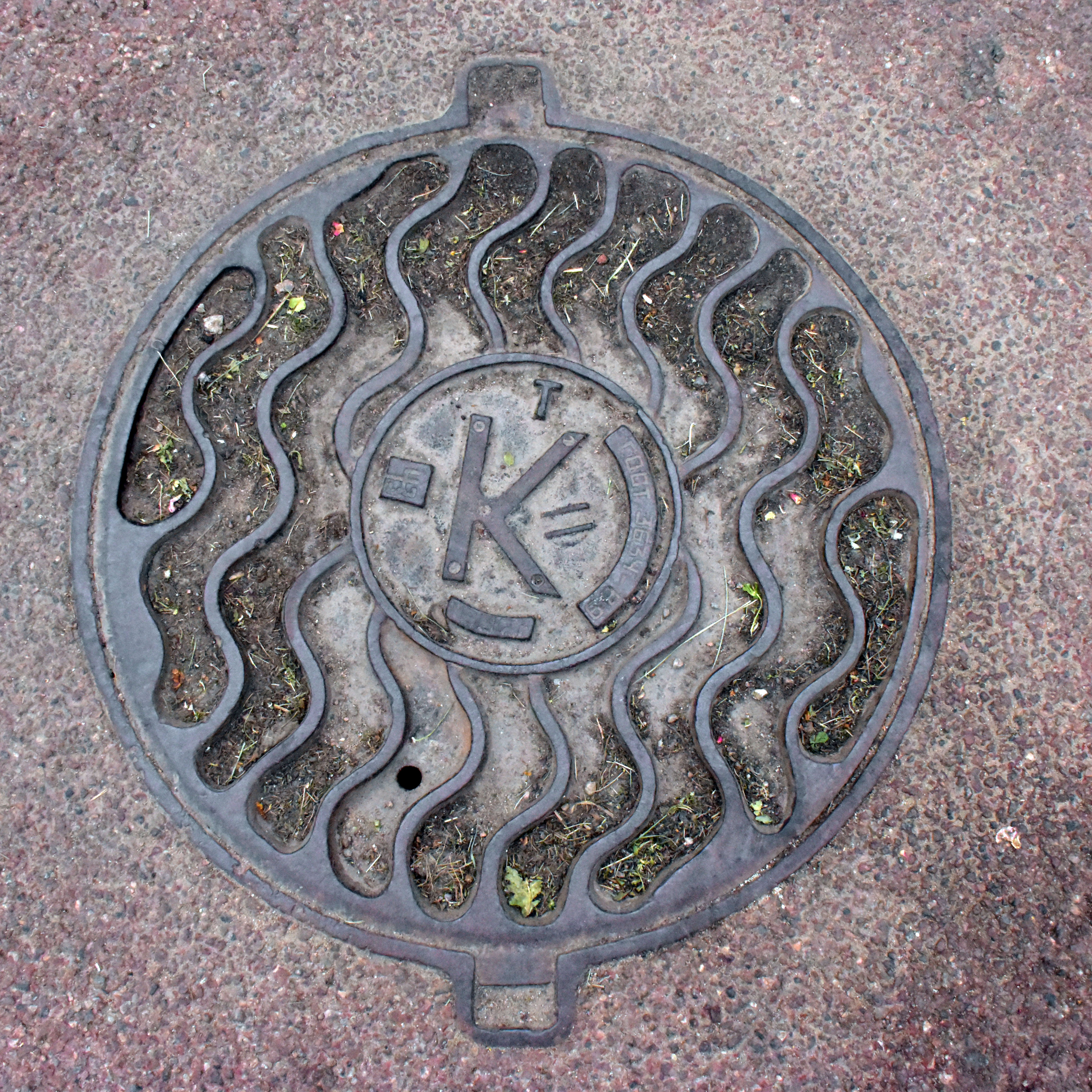
Созданный на предприятии люк

Общий промышленный кризис начала XX века привёл к сокращению объёмов производства на заводе. В 1901 году две домны из трёх проработали 209 дней каждая, в 1902 году — 240 дней, в 1903 году — 187 дней. В 1901 году было выплавлено 204,7 тыс. пудов чугуна, в 1902 году — 249,8 тыс. пудов, в 1903 году — 212 тыс. пудов. На одной вагранке в 1902 году было отлито 27,6 тыс. пудов изделий. Заводская дача имела площадь 83 тыс. десятин, из которых 54 тыс. десятин занимали лесные угодья.
По состоянию на 1905 год на заводе работала 1 домна на холодном дутье, 1 на горячем и вагранка. Энергетическое хозяйство состояло из 2 водяных колёс общей мощностью в 60 л. с., 1 турбины в 15 л. с., 2 паровые машины общей мощностью в 78 л. с., 2 локомобилей общей мощностью в 43 л. с. На основных работах трудились 116 рабочих, на вспомогательных — 1648 человек. В заводском посёлке проживало 2700 человек.
В 1906 году было произведено 459,5 тыс. пудов чугуна и 20,8 тыс. пудов отливок. Домна № 1 объёмом 2397 куб. футов имела три фурмы, домна № 3 объёмом 2008 куб. футов — четыре фурмы; домна № 2 не действовала. Применение горячего дутья и предварительный обжиг руды позволил нарастить суточную производительность доменных печей с 784 пудов в 1894 году до 913 пудов в 1906 году. Несмотря на проведённую модернизацию оборудования, завод работал неритмично. Если в 1907 году было выплавлено 416,9 тыс. пудов чугуна, то в 1908 году — только 280,7 тыс. пудов чугуна, в 1911 году — 538,1 тыс. пудов, в 1912 году — 596,4 тыс. пудов, в 1913 году — 416,6 тыс. пудов.
В 1913 году Песковский завод стал собственностью акционерного общества «Северных заводов наследников Н. П. Пастухова», преобразованное в 1915 году в акционерное общество Северных заводов. Новые владельцы оставили в работе только одну домну. В марте 1918 года завод был национализирован и включён в состав Северо-Вятского горного округа. После окончания Гражданской войны специализировался на производстве чугунного литья.

### XXI век
В марте 2009 года Песковский чугунолитейный завод был объявлен банкротом из-за высоких затрат на содержание теплоэнергетического комплекса, отапливавшего посёлок Песковка.
В 2013 году комплекс Песковского литейного завода был выкуплен ООО «Кировметзавод» с намерением вложить в развитие металлургического производства 6,2 миллиарда рублей. В декабре 2019 года Московский арбитражный суд признал владельца банкротом.